# Gulur, Tumkur
Gulur là một làng thuộc tehsil Tumkur, huyện Tumkur, bang Karnataka, Ấn Độ.